# Cot Duek
Cot Duek är en kulle i Indonesien.   Den ligger i provinsen Aceh, i den västra delen av landet, 1 700 km nordväst om huvudstaden Jakarta. Toppen på Cot Duek är 32 meter över havet. Cot Duek ligger vid sjön Danau Glokkarieng.
Terrängen runt Cot Duek är platt. Havet är nära Cot Duek åt nordost. Runt Cot Duek är det tätbefolkat, med 550 invånare per kvadratkilometer. Närmaste större samhälle är Lhokseumawe, 4,8 km norr om Cot Duek. I omgivningarna runt Cot Duek växer i huvudsak städsegrön lövskog.